# ازدواج همجنس‌گرایان در ارمنستان
ازدواج همجنس در ارمنستان و تشکیل خانواده بین افراد همجنس قانونی نیست. این به این معناست که امکان ثبت رسمی ازدواج بین افراد همجنس در این کشور وجود ندارد. اما از طرف دیگر، افراد همجنس در ارمنستان می‌توانند زندگی مشترک را آغاز نمایند و از حقوق مرتبط با زندگی مشترک بین زوجین بهره‌مند شوند.